# Roberto Guerrero
Roberto José Guerrero Isaza (* 16. November 1958 in Medellín) ist ein ehemaliger kolumbianischer Automobilrennfahrer.
Wie für einige andere Piloten im internationalen Motorsport galt auch für Roberto Guerrero – oft zur falschen Zeit am falschen Ort. Dem Kolumbianer wurde großes Talent nachgesagt, das sich in seinen Erfolgen nur teilweise widerspiegelte.

## Formel 1
Guerrero, der 1980 in der britischen Formel-3-Meisterschaft mit dem unterlegenen Argo Gesamtzweiter wurde und 1981 das Formel-2-Rennen in Thruxton für Maurer Motorsport gewann, kam 1982 in die Formel 1. Mo Nunn, der Besitzer des Ensign-Formel-1-Teams, war immer auf der Suche nach jungen Fahrern, da er die von den Spitzenpiloten geforderten Gehälter nicht aufbringen konnte. Guerrero gab sein Debüt beim Großen Preis von Las Vegas in Long Beach. Der Ensign N181 war ein schwerfälliges und langsames Rennfahrzeug, dennoch zeigte Guerrero ansprechende Leistungen. Er fuhr sauber und schnell. Die Unfälle, in die er verwickelt wurde, ergaben sich in der Regel durch die schlechten Startplätze und den dichten Verkehr, vor allem zu Beginn der Rennen. Der N181 war auch ein defektanfälliges Auto und daher blieb der achte Rang beim Großen Preis von Deutschland am Hockenheimring die beste Platzierung während der gesamten Saison.
1983 wechselte Guerrero gezwungenermaßen zu Theodore, da Ensign mit dem Team des Hongkong-Chinesen Teddy Yip fusionierte. Die Fusion war mehr eine Übernahme, denn das „neue Team“ ging mit Ensign-Technik in die Saison. Der Rennwagen wurde als Theodore N183 bezeichnet und war noch unterlegener als der Ensign aus dem Vorjahr. Guerreros Teamkollege war ein weiterer Südamerikaner, der frühere Motorrad-Weltmeister Johnny Cecotto. Wie im Vorjahr zeigte Guerrero gute fahrerische Leistungen und totalen Einsatz. Mehr als zwei zwölfte Plätze und ein Rang 13 ließen sich jedoch bei aller Anstrengung nicht realisieren. Er verließ Ende der Saison die Formel 1 und ging in die USA.

## Champ Car
1984 wechselte Guerrero mit Mo Nunn in die US-amerikanische Champ-Car-Serie und wurde Pilot des neuen Bignotti-Cotter-Teams. Fast über Nacht wurde der Kolumbianer dort zum Starpiloten. Schon bei seinem ersten Antreten bei den 500 Meilen von Indianapolis hatte er bis knapp vor Ende des Rennens als Rookie eine Chance auf den Sieg. Am Ende musste er sich nur Rick Mears geschlagen geben und wurde Zweiter.
Nach dem dritten Rang 1985 fuhr Guerrero 1987 das Rennen seiner Karriere in Indianapolis. Von Beginn an dominierte er die Veranstaltung. Nach jeder Boxenstopp-Phase zog er dem Feld auf und davon und sah schon wie der sichere Sieger aus, als ihn ein Kupplungsproblem beim letzten Stopp zurückwarf. Rekordrunden fahrend holte er Al Unser knapp vor dem Ende des Rennens noch ein, konnte ihn aber nicht mehr überholen und wurde erneut nur Zweiter.
1987 gewann Guerrero noch die Rennen in Mid-Ohio und Phoenix, ehe ihn ein schwerer Unfall beim Testen in Indianapolis fast das Leben kostete. Er lag 17 Tage im Koma und hatte danach eine lange Rekonvaleszenzzeit. Obwohl er wieder vollkommen genesen an die US-Rennstrecken zurückkehrte, bekam die Karriere einen leichten Knick.
Als Alfa Romeo sein Indianapolis-Programm begann, wurde Guerrero Werksfahrer im Team von Kenny Bernstein. 1992 schaffte er in Indianapolis die Pole-Position, hatte aber in der Warm-Up-Runde einen Unfall, ausgelöst durch kalte Reifen, und musste das Rennen von der Boxenmauer aus verfolgen. Als der Vertrag bei Bernstein Ende 1993 auslief, bekam er bei keinem anderen Team einen Jahresvertrag mehr. 1994 musste er daher mit einem zwei Jahre alten Lola in Indy an den Start gehen. Diesmal blieb ihm nur der 33. und letzte Startplatz. Im Rennen war er wieder der erste Fahrer, der ausschied, als er knapp nach dem Rennbeginn mit einer Mauer der Streckenbegrenzung kollidierte.

## Indy Racing League
Als sich 1996 die Indy Racing League bildete, war Guerrero einer der wenigen Champ-Car-Piloten, der in die neue Rennserie wechselte. Er erhoffte sich einen Jahresvertrag, da die Türen in der Champ Car für ihn inzwischen verschlossen waren. Bis 2000 fuhr er regelmäßig für verschiedene Teams, ehe seine Karriere langsam ausklang. 1996 erreichte er mit dem fünften Rang noch einmal ein Spitzenresultat in Indianapolis. Ein Sieg bei diesem populären Rennen blieb ihm aber versagt.
1989 bekam Roberto Guerrero die unbegrenzte Aufenthaltsgenehmigung in den USA. Er lebt heute mit seiner Frau und seinen drei Kindern in Orange County in Kalifornien.